# Лоран, Огюст
Огюст Лоран (фр. Auguste Laurent; 14 ноября 1807, Ла-Фоли — 15 апреля 1853, Париж) — французский химик-органик.

## Биография
В 1830 году окончил Парижский Горный институт с дипломом инженера, после чего в 1830—1831 годах работал ассистентом Ж. Б. Дюма в Центральной школе искусств и ремёсел в Париже. В 1832 году Лоран перешёл в лабораторию Севрского фарфорового завода, где, несмотря на недостаток оборудования для работ по органической химии, произвёл свои выдающиеся исследования. В 1837 году Лоран получил степень доктора философии, а в следующем году стал профессором химии университета в Бордо. Получив в 1846 году звание члена-корреспондента Академии наук, Лоран снова приехал в Париж, где в 1846—1847 годах работал в Высшей нормальной школе в Париже, а в 1848 году, не имея возможности занять какую-либо преподавательскую должность и оставшись без средств к существованию, вынужден был устроиться пробирером при Монетном дворе. Несмотря на тяжёлое материальное положение, Лоран всё же продолжал заниматься наукой. Он умер в полной бедности, от чахотки, когда ему не исполнилось ещё и 46 лет.

## Научная работа
Работая в лаборатории Дюма, Лоран начал изучение свойств продуктов замещения различных соединений в сравнении со свойствами исходных веществ. Одной из первых работ Лорана стало его классическое исследование действия хлора и азотной кислоты на нафталин (1835). Он осуществил также хлорирование этилена и других углеводородов и пришел к выводу о сохранении химического строения соединений в реакциях замещения водорода хлором. Согласно полученным Лораном данным, не только галогены, но и сложные группы способны замещать водород углеводородов. Это положение, согласующееся с теорией замещения Дюма, стало частью более общей «теории ядер», впервые сформулированной Лораном в 1836 году. По его мнению, органические вещества получаются из основных «радикалов» (ядер), содержащих атомы углерода и водорода в простых атомных отношениях путём замещения водорода другими элементами или атомными группами. Все производные радикалы одного основного радикала должны иметь такое же число атомов, как и основной радикал, и принадлежать к одному и тому же типу (ряду). В своей «теории ядер» Лоран впервые высказал мысль, что все органические соединения сводимы к углеводородам, и исходя из этого предложил систему классификации органических веществ, происходящих из «типовых» углеводородов путём замещения или присоединения других атомов или молекул. Эта «унитарная» система не встретила сочувствия известных химиков того времени — Берцелиуса и Либиха, сторонников идеи «бинарности», которые считали, что всякое химическое соединение есть комбинация «электроположительных» и «электроотрицательных» компонентов, зато нашла понимание у другого французского химика, Шарля Жерара, автора новой «теории типов». Взгляды Лорана и Жерара были настолько близки, что в исторических очерках их имена как творцов этой теории стоят рядом. Исключительно плодотворная совместная работа двух учёных продолжалась с 1843 года до самой смерти Лорана. Жерар и Лоран очень удачно дополняли друг друга; по словам Ш. А. Вюрца, «Лоран был силён своим аналитическим гением и способностью классифицировать явления, Жерар же в высшей степени обладал гением обобщения». Лорану принадлежит большое число других экспериментальных работ по органической химии: он открыл фталевую кислоту (1836), изучал окисление жиров азотной кислотой, получил изатин окислением индиго (1841), исследовал антрацен из каменноугольной смолы, фенол и его производные и т. д. Ещё одной заслугой Лорана было то, что он, как и Жерар, одним из первых пришел к осознанию необходимости четкого разграничения понятий атома, молекулы и эквивалента, что способствовало возрождению закона Авогадро. Уже после смерти ученого вышел в свет труд «Метод химии» (1854), где изложены его мысли о молекулах, атомах, строении органических соединений.